# Sulejman Tihić

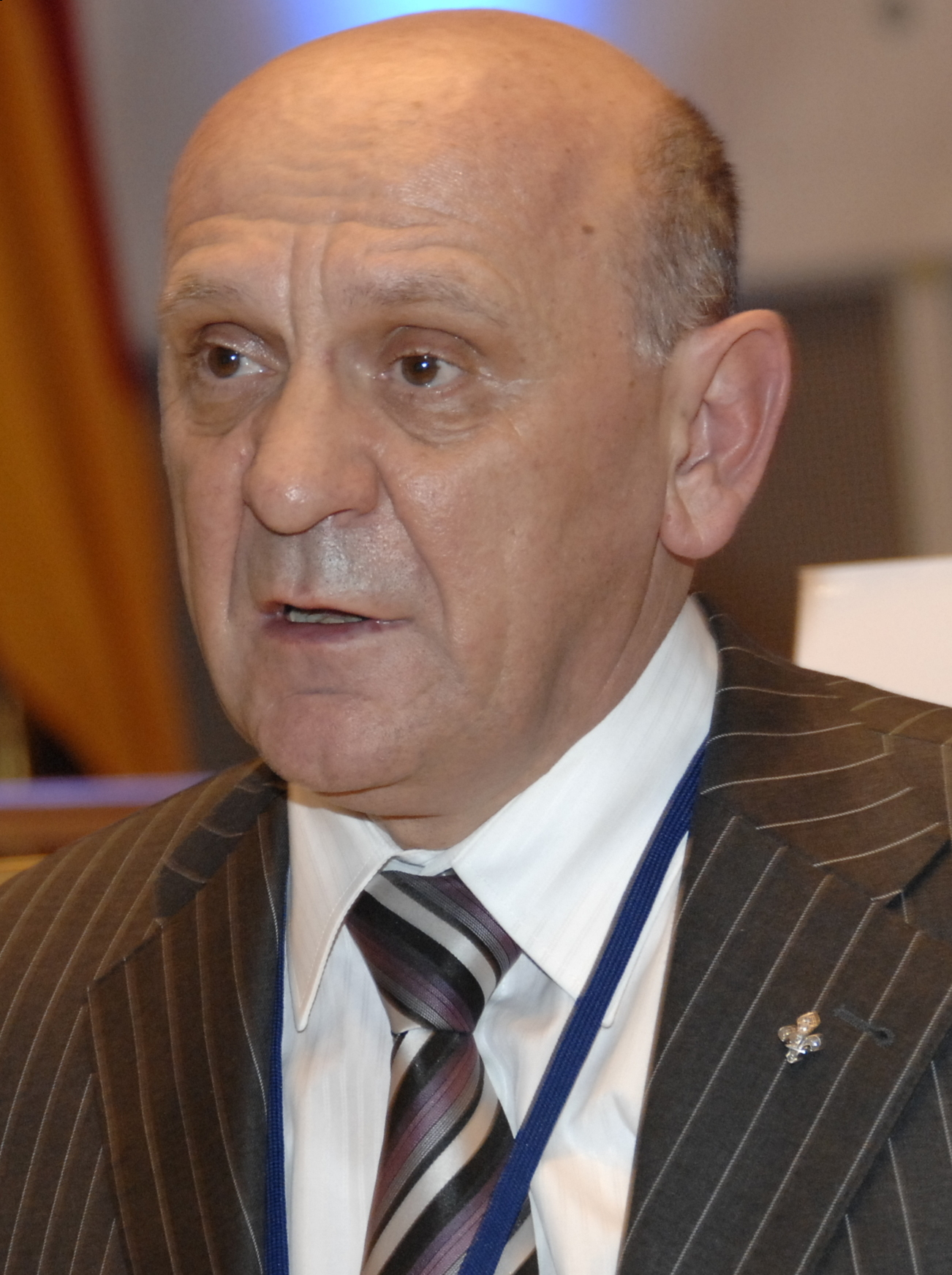
Sulejman Tihić, 2009

Sulejman Tihić (* 26. November 1951 in Bosanski Šamac; † 25. September 2014 in Sarajevo) war ein bosnischer Politiker.

## Leben
Tihić studierte Rechtswissenschaft an der Universität Sarajevo. 1990 war er eines der Gründungsmitglieder der bosnischen Partei der Demokratischen Aktion (SDA). Von 1994 bis 1999 diente er als Diplomat im bosnischen Außenministerium.
Am 13. Oktober 2001 wurde Tihić als Nachfolger von Alija Izetbegović zum Vorsitzenden der SDA gewählt. Ein Jahr später, am 5. Oktober 2002, gelang ihm der Einzug in das Staatspräsidium. Von November 2002 bis November 2006 war er Mitglied des Staatspräsidiums von Bosnien und Herzegowina und repräsentierte darin die bosniakische Volksgruppe. 2004 und 2006 hatte er für jeweils acht Monate den rotierenden Vorsitz des Staatspräsidiums inne. Bei den Wahlen im Oktober 2006 unterlag er Haris Silajdžić, der Tihić als Vertreter der Bosniaken im Staatspräsidium ablöste. Ab März 2007 gehörte Tihić dem Präsidium (Kolegij) des Hauses der Völker im Parlament von Bosnien und Herzegowina an.
Tihić war verheiratet und hatte drei Kinder. Er starb am 25. September 2014 nach einer schweren Krankheit in Sarajevo.